# La dama y el vagabundo
La dama y el vagabundo (Lady and the Tramp, en su título original en inglés) es el decimoquinto título del canon de largometrajes animados de Walt Disney. Producida por Walt Disney Productions, se estrenó por primera vez en cines en Estados Unidos el 16 de junio de 1955, siendo distribuida por Buena Vista Distribution, en aquella época una nueva división de Disney que asumió los derechos de distribución de las producciones del estudio en lugar de los antes poseedores de los derechos, RKO Radio Pictures.
La película está basada en la novela homónima de Ward Greene y fue la primera película de animación estrenada en Cinemascope. Se produjeron y estrenaron dos versiones de la película simultáneamente, la versión Cinemascope y otra versión de tamaño académico 1.33:1 para los cines no preparados para la nueva tecnología. La segunda versión, en la que se rediseñaron planos y encuadres para adaptarlos a la pantalla estrecha, no tuvo mucha distribución más allá del estreno, y las versiones posteriores 4:3 publicadas en video, DVD o Blu-Ray son versiones Pan and scan de la versión Cinemascope.

## Trama
La mañana de Navidad de 1909, en un pintoresco pueblo del medio oeste de Estados Unidos, Jaimito le regala a Linda, su esposa, una cachorrita de raza Cocker americano la cual llama «Lady» (Reina en español). Seis meses después, Jaimito le regala a Reina un precioso collar por alcanzar la adultez. Ella disfruta de una vida feliz con la pareja y sus dos perros vecinos, Jock, un terrier escocés, y Triste, un sabueso. Mientras tanto, al otro lado de la ciudad, un perro mestizo de la calle llamado «Tramp» (Golfo en español) vive solo, come de las sobras del restaurante italiano Tony y protege a sus amigos de la perrera local. Un día, Reina está triste después de que sus propietarios comienzan a tratarla con cierta frialdad. Jock y Triste la visitan y determinan que el cambio de comportamiento se debe a que Linda está esperando un bebé. Mientras ellos tratan de explicar lo que es un bebé, Golfo interrumpe la conversación y ofrece sus propios pensamientos sobre el asunto, por lo que Jock y Triste muy enojados le ordenan a Golfo abandonar el patio. Antes de partir, Golfo le recuerda a Reina que "Cuando el bebé llega, el perro se va."
Con el tiempo, el bebé nace y la pareja le presenta a Reina al niño, Reina muy entusiasmada queda tranquila y feliz. Poco después, Jaimito y Linda se van de viaje, por lo que la tía Sarah quedará a cargo del cuidado del bebé junto con sus dos gatos siameses muy traviesos, Si y Am. Estos engañan a la tía Sarah haciéndole creer que Reina provocó un desastre en la casa y fingen ser atacados por ella. Entonces, Tía Sarah (quien detesta a los perros) lleva a Reina a una tienda de mascotas para conseguir un bozal. Reina huye con horror, solo para ser perseguida por una manada de perros callejeros. Golfo la rescata y ambos se encuentran con un castor en el zoológico local que le quita el bozal. Más tarde, Golfo le explica a Reina cómo vive, "sin familia y sin hogar", y finalmente disfrutan una romántica cena italiana en Tony. Golfo se enamora de Reina, al igual que Reina comienza a enamorarse de él, pero ella decide volver a casa con el fin de cuidar al bebé. Golfo se ofrece para acompañar a Reina de vuelta a casa, pero cuando Golfo decide perseguir gallinas alrededor de un corral por diversión, Reina es capturada por el perrero y llevada a la perrera local. Allí en la perrera, los otros perros le revelan a Reina que Golfo es un perro que nunca han podido capturar, que ha tenido varias novias en el pasado y que solo se podría enamorar de una criatura dulce y amable a quien pueda proteger. Ella es finalmente devuelta a casa, aunque la tía Sarah la ata con cadenas en el patio trasero como castigo por huir.
Jock y Triste visitan a Reina para consolarla, quién estaba muy avergonzada y deprimida, en ese instante llega Golfo a disculparse con Reina, quién muy enojada, le reclama furiosamente sobre sus novias pasadas y le pide que se marche. Golfo decide irse muy triste de la casa, pero entonces Reina ve una rata tratando de colarse en la casa. Ella ladra frenéticamente, pero la tía Sarah, creyendo que solo está enfadada la hace callar e ignora sus avisos. Golfo oye su ladrido y rápidamente regresa, entra en la casa y en la habitación del niño y enfrenta a la rata. Reina se libera de la cadena y se dirige hacia la habitación del bebé, donde Golfo golpea inadvertidamente la cuna antes de matar a la rata en última instancia. La tía Sarah escucha el llanto del bebé, y se dirige hacia el cuarto y cuando ve a los perros cree que ellos son los responsables. Encierra a Golfo en un armario y a Reina en el sótano, y a continuación llama a la perrera para deshacerse de Golfo. Jaimito y Linda vuelven a casa cuando el perrero se marcha, liberan a Reina, que les lleva hacia la rata muerta. Al darse cuenta de las verdaderas intenciones de Golfo, Jock y Triste van en busca de la carreta de la perrera para rescatar a Golfo. Los perros son capaces de localizar a la carreta y asustar a los caballos, haciendo que el carro se vuelque. Jaimito y Linda llegan en un taxi con Reina, y esta se reúne con Golfo, pero su alegría es de corta duración cuando ven a Triste atrapado debajo de la carreta, inmóvil, con Jock aullando tristemente.
Esa Navidad, Golfo ha sido adoptado en la familia, y él y Reina han formado su propia familia, con tres hijas idénticas a Reina y un hijo que tiene una apariencia similar a Golfo. Jaimito le toma una fotografía a los perros y al bebé. Jock viene a ver a la familia, junto con Triste que ha sobrevivido milagrosamente pero ha sufrido una fractura en la pierna, que todavía está cicatrizando. Gracias a los cachorros, Triste tiene un público joven para escuchar sus viejas historias, pero se ha olvidado de ellas.

## Reparto
- Barbara Luddy como Reina
- Larry Roberts como Golfo.
- Peggy Lee como Linda, Si y Am, Peg.
- Lee Millar como Jaimito, Perrero.
- Bill Thompson como Jock, Joe, Bulldog, Dachsie, Policía.
- Bill Baucom como Triste.
- Verna Felton como Tía Sarah.
- George Givot como Tony.
- Stan Freberg como el Castor.
- Alan Reed como Boris.
- Thurl Ravenscroft como el Cocodrilo.
- Dallas McKennon como Toughy, Pedro, Profesor, Hiena.
- The Mellomen como el Coro perruno.
- Mel Blanc como los Perros Callejeros.

## Producción

### Desarrollo
En 1937 a Joe Grant se le ocurrió una idea inspirada por las travesuras de su English Springer Spaniel, y cómo ella se "hizo a un lado" por el nuevo bebé de Joe. Se acercó a Walt Disney con bocetos de Reina. Disney disfrutó de los bocetos y se puso en marcha para iniciar el desarrollo de la historia en una nueva película de animación sobre Reina. A finales de la década de 1930 y principios de 1940, Joe Grant y otros artistas trabajaron en la historia, teniendo una variedad de enfoques, pero Disney no estaba satisfecho con ninguno de ellos, sobre todo porque pensaba que Reina era demasiado dulce, y no había suficiente acción.
Vázquez de Sola cuenta que la idea original le fue enviada a Disney por María Lejárraga. En un primer momento se habría rechazado y más adelante se desarrollaría sin reconocimiento hacia la autora.

### Animación
Como lo habían hecho con los ciervos en Bambi, los animadores estudiaron muchos perros de diferentes razas para capturar el movimiento y su personalidad. Aunque la secuencia de la comida de los espaguetis es la escena más conocida de la película, Walt Disney estaba preparado para cortarla, pensando que no sería romántico y que sería tonto que los perros comiesen espaguetis. El animador Frank Thomas estaba en contra de la decisión de Walt y animó él mismo toda la escena sin ningún diseño previo. Walt estaba impresionado por el trabajo de Thomas y cómo se idealizó la escena, se decidió mantenerla. En la visualización de la primera toma de la escena, los animadores sintieron que la acción debía ser reducida, por lo que se asignó un aprendiz para crear "los números intermedios" de entre muchos de los marcos originales.
Originalmente, la artista de fondo se suponía que era Maria Blair y ella hizo algunos bocetos de inspiración para la película. Sin embargo, ella salió del estudio para convertirse luego en ilustradora de libros para niños en 1953. Claude Coats fue entonces nombrado como el artista de fondo. Coats hizo modelos de los interiores de la casa de Jaimito y Linda, y dispararon fotos y filmaron película desde una perspectiva baja como referencia para mantener la vista de un perro. Eyvind Earle (que más tarde se convirtió en el director artístico de La bella durmiente de Disney) hizo alrededor de 50 bocetos conceptuales en miniatura para la «secuencia de Bella Notte» y fue un factor clave en la película.

### Banda sonora
La música de la película fue compuesta y dirigida por Oliver Wallace. La artista Peggy Lee escribió las canciones con Sonny Burke y ayudó con la buena puntuación. En la película, ella canta: «He's a Tramp», «La La Lu», «La canción del gato siamés» y «What Is a Baby?». Ayudó a promover la película en la serie de televisión de Disney, explicando su trabajo con la partitura y cantando algunos de los números de la película. Estas apariciones están disponibles como parte de La Dama y el Vagabundo Platinum, la edición restaurada en DVD.
El 16 de noviembre de 1988, Peggy Lee demandó a la compañía de Walt Disney por incumplimiento de contrato, alegando que ella retiene los derechos de las transcripciones de la música, argumentando que las ediciones para vídeo doméstico eran transcripciones. Después de una prolongada batalla legal, le concedieron $2.3 millones en 1991.
La banda sonora remasterizada de La dama y el Vagabundo fue lanzada en CD por Walt Disney Records el 9 de septiembre de 1997 y lanzada como descarga digital el 26 de septiembre de 2006.
| Lady and the Tramp | |          |  |
| N.º                | Título | Duración |  |
| 1.                 | «Main Title (Bella Notte) / The Wag of a Dog's Tail»                                                      | 2:03     |  |
| 2.                 | «Peace on Earth (Silent Night)»                                                                           | 1:01     |  |
| 3.                 | «It Has a Ribbon / Lady to Bed / A Few Mornings Later»                                                    | 3:53     |  |
| 4.                 | «Sunday / The Rat / Morning Paper»                                                                        | 1:44     |  |
| 5.                 | «A New Blue Collar / Lady Talks To Jock & Trusty / It's Jim Dear»                                         | 3:17     |  |
| 6.                 | «What a Day! / Breakfast at Tony's»                                                                       | 1:05     |  |
| 7.                 | «Warning / Breakout / Snob Hill / A Wee Bairn»                                                            | 2:44     |  |
| 8.                 | «Countdown to B-Day»                                                                                      | 2:05     |  |
| 9.                 | «Baby's First Morning / What Is a Baby / La La Lu»                                                        | 3:11     |  |
| 10.                | «Going Away / Aunt Sarah»                                                                                 | 1:51     |  |
| 11.                | «The Siamese Cat Song / What's Going on Down There?»                                                      | 2:35     |  |
| 12.                | «The Muzzle / Wrong Side of the Tracks»                                                                   | 1:54     |  |
| 13.                | «You Poor Kid / He's Not My Dog»                                                                          | 1:23     |  |
| 14.                | «Through the Zoo / A Log Puller»                                                                          | 1:59     |  |
| 15.                | «Footloose and Collar-Free / A Night at the Restaurant / Bella Notte»                                     | 4:22     |  |
| 16.                | «It's Morning / Ever Chase Chickens / Caught»                                                             | 2:51     |  |
| 17.                | «Home Sweet Home»                                                                                         | 1:30     |  |
| 18.                | «The Pound»                                                                                               | 1:27     |  |
| 19.                | «What a Dog / He's a Tramp»                                                                               | 2:24     |  |
| 20.                | «In the Doghouse / The Rat Returns / Falsely Accused / We've Got to Stop That Wagon / Trusty's Sacrifice» | 6:05     |  |
| 21.                | «Watch the Birdie / Visitors»                                                                             | 2:05     |  |
| 22.                | «Finale (Peace on Earth)»                                                                                 | 0:31     |  |
| 48:00              | |          |  |

## DVD
En 1999 Disney sacó una Edición Limitada que estuvo en circulación por solo dos meses; esta edición no incluía ningún material extra ni la versión remasterizada y original del filme.
El 28 de febrero de 2006 salió una Edición Platino de dos discos por el 50° aniversario con dos versiones del filme: la original en Cinemascope y una Pan and scan. El filme fue completamente remasterizado y se incluyó una gran cantidad de material adicional. El DVD salió de circulación en enero de 2007.
En octubre de 2011 se anunció el lanzamiento en Blu Ray Edición Diamante y en DVD para principios de 2012. El tráiler, lanzado en inglés y español, utiliza como música de fondo la canción «Everybody» de Ingrid Michaelson.

## Doblaje
El doblaje en español (1955) estuvo a cargo del mexicano Edmundo Santos. Este doblaje fue usado y distribuido en todos los países de habla hispana. En 1997 se hizo un redoblaje, el cual estuvo a cargo del mexicano Eduardo Giaccardi.
- Reina: Teresita Escobar
- Golfo: Roberto Espriú
- Jock: Salvador Carrasco
- Triste: Ciro Calderón
- Peggy: Nicole de Villegas
- Bull y Tofi: Francisco Colmenero
- Boris: Víctor Torres
- Pedro, Profesor y Franz: Jorge Arvizu 'El Tata'
- Castor: José Ángel Espinoza "Ferrusquilla"
- Jaimito: Carlos David Ortigosa
- Linda: Estrellita Díaz
- Tía Sarah: Fanny Schiller
- Los Gatos Siameses: Estrellita Díaz
- Tony: Cristian Caballero
- Hombre de la perrera: Edmundo Santos
- Giuseppe: Víctor Torres
- Policía del zoo: Carlos Gálan

Redoblaje de 1997
- Reina (diálogos): Dulce Guerrero
- Reina (canciones): Blanca Flores
- Golfo: Roberto Molina
- Jock: Héctor Lee
- Triste: Gerardo Vázquez
- Peggy (diálogos): Amparo Garrido Arozamena
- Peggy (canciones): Poly Romero Terrazas
- Tofi: Mario Castañeda
- Boris: Emilio Guerrero
- Castor y Hans: Javier Rivero
- Pedro: Eduardo Giraud
- Jaimito: José Carlos Moreno
- Linda: Claudia María
- Tía Sara: Guadalupe Noel
- Los Gatos Siameses: Maggie Vera como Si y Claudia María como Al
- Cliente: Arturo Mercado
- Tony (diálogos): Arturo Casanova
- Tony (canciones): Ernesto Alonso
- Joe (diálogos): Luis Alfonso Padilla
- Joe (canciones): Luis Miguel Marmolejo
- Policía del zoo: Humberto Vélez
- Bull: Esteban Siller
- Hombre de la perrera: Carlos del Campo

## Título en otras lenguas
- Alemán: Susi und Strolch
- Búlgaro: Лейди и Скитника (Leydi i Skitnika)
- Chino: 小姐与流氓 (Xiǎojiě yù Liúmáng)
- Coreano: 레이디와 트램프 (Reidi-wa Teuraempeu)
- Danés: Lady og Vagabonden
- Esloveno: Dama in Potepuh
- Finés: Kaunotar ja Kulkuri
- Francés: La Belle et le Clochard
- Griego: Η Λαίδη και ο Αλήτης (I Lédi ke o Alítis)
- Hebreo: היפהפייה והיחפן
- Inglés: Lady and the Tramp
- Islandés: Hefðarfrúin og umrenningurinn
- Italiano: Lilli e il Vagabondo
- Japonés: わんわん物語 (Wan-wan Monogatari)
- Neerlandés: Lady en de Vagebond
- Noruego: Lady og Landstrykeren
- Polaco: Zakochany Kundel
- Portugués: A Dama e o Vagabundo
- Ruso: Леди и Бродяга (Ledi i Brodjaga)
- Serbio: Maza i Lunja
- Sueco: Lady och Lufsen
- Turco: Leydi ve Sokak Köpeği
- Vietnamita: Tiểu Thư và Kẻ Lang Thang
- Tailandés: ทรามวัยกับไอ้ตูบ

## Secuela
El 27 de febrero de 2001, una secuela directa de la película fue lanzada por Disney Television Animation para vídeo, titulada La Dama y el Vagabundo: Las aventuras de Scamp. Rodada 46 años después de su predecesora, la película se centra en la aventura de Scamp, el único hijo macho de Reina y Golfo, quien tiene el deseo de ser un perro salvaje y callejero. Él se escapa de su familia y se une a una banda de perros del depósito de chatarra para cumplir su anhelo de libertad y una vida sin reglas.